# Cavum conchae
Das Cavum conchae (Synonym: Gehörgangseingangstrichter) ist auf der Vorderseite des Ohres die größere untere Vertiefung der concha (siehe Ohrmuschel). Es handelt sich um eine natürliche schüsselförmige Vertiefung vor dem Gehörgangseingang. Ist das Cavum conchae sehr groß und tief, führt das zum Abstehen des mittleren und unteren Anteils des Ohres, was im Rahmen einer Ohranlegeoperation (Otopexie) durch Knorpelresektion aus der concha oder durch eine sogenannte Cavumrotation, auch Concharotation genannt, korrigiert werden kann.